# Jaloerse stoel

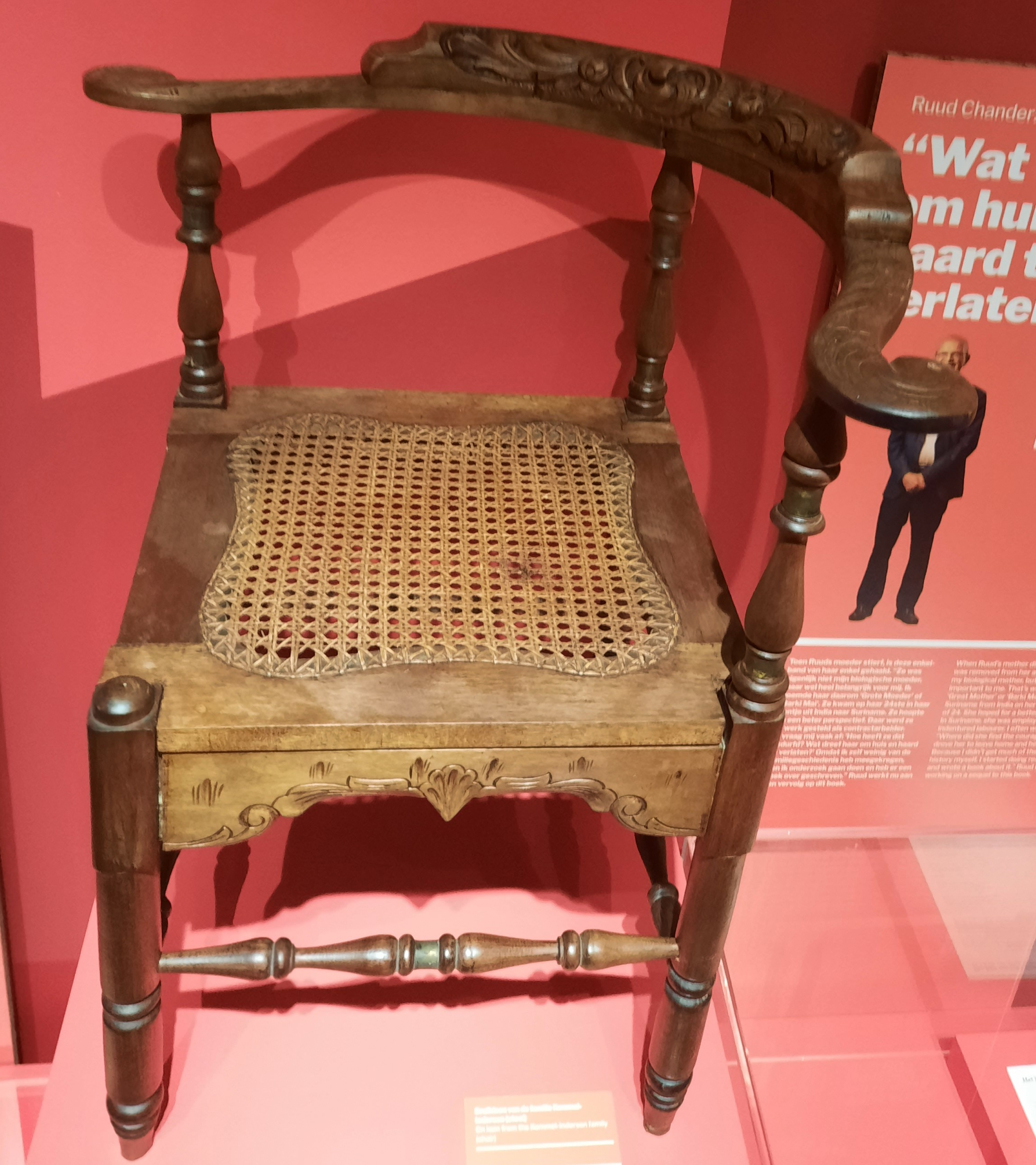
Jaloerse stoel in het Haags Historisch Museum

Een jaloerse stoel (Sranan: dyarusu sturu / jarusu sturu; Winti: Aisa sturu) is een type stoel in Suriname. Hij is voorzien van houtsnijwerk en heeft een riet-gevlochten zitting.

## Overspel
Over de naam en de ontvanger bestaan meerdere lezingen.
Een ervan is dat de slavenhouder de stoel schonk aan de slavin met wie hij een buitenechtelijke relatie had, Sisi genoemd. De stoel zou deze naam hebben gekregen omdat ervan uitgegaan werd dat de Sisi altijd jaloers was op zijn vrouw.
Volgens een andere lezing was bij overspel deze stoel juist een geschenk van een man aan zijn vrouw. De stoel zou deze naam uiteindelijk hebben gekregen na de wrede, jaloerse reactie van Susanna du Plessis op begeerte van haar man voor de slavin Alida.

## Winti
In de Winti kent de stoel een ander gebruik. Wanneer iemand een Aisa Winti heeft kan de bonuman adviseren om deze stoel te laten maken, in dit geval een Aisa sturu genaamd. Hij wijdt de stoel vervolgens in met geprepareerd water en draagt hem op aan de godin Aisa. Alleen de opdrachtgever mag daarna op de stoel zitten.

## Afkomst
De vorm van de stoel stamt oorspronkelijk uit Nederland en kent ook varianten in andere voormalige koloniën, zoals Nederlands-Indië en Zuid-Afrika. Aan de basis staat de burgemeestersstoel uit de 18e eeuw.